# آواشناسی تولیدی
آواشناسی تولیدی (به انگلیسی: Articulatory phonetics) شاخه‌ای از آواشناسی است که به چگونگی تولید آوا توسط اندام‌های گفتار در زبان می‌پردازد. دو شاخه دیگر آواشناسی، آواشناسی شنیداری و آواشناسی آکوستیک نام دارند. این شاخه اصطلاحات توصیفی خود را از دو حوزه آناتومی و فیزیولوژی کسب کرده‌است و گاهی آواشناسی فیزیولوژیک نامیده می‌شود. طبق سنت، این شاخه محل تمرکز مطالعات آواشناسان است. طبقه‌بندی آواها در این شاخه برحسب متغیرهای تولیدی در اندام گفتار انجام می‌پذیرد و به وسیله الفبای آوانگاری بین‌المللی نمایش داده می‌شود. در سال‌های اخیر پیشرفت‌هایی در زمینه ابزارهای فنی جهت مشاهده و اندازه‌گیری جایگاه و حرکت اندام‌های گفتار به دست آمده‌است؛ ابزارهایی نظیر: کام‌نگار (palatography)، که نشان می دهد در هنگام تولید آواهای مختلف کدام بخش از دهان درگیر می شود؛ الکتروایرومتر که جریان نسبی هوا را از دهان و بینی اندازه‌گیری می‌کند.